# Pelecanus
Pelecanus Linnaeus, 1758 è un genere di uccelli acquatici, unico genere vivente della famiglia Pelecanidae.

## Etimologia
Il nome del genere viene dal latino tardo pelecanus, che a sua volta deriva dal greco πελεκάν (pelekán, "pellicano"). Si ritiene che la radice remota del termine sia il greco πέλεκυς (pélekys, "scure"), per la forma del becco.

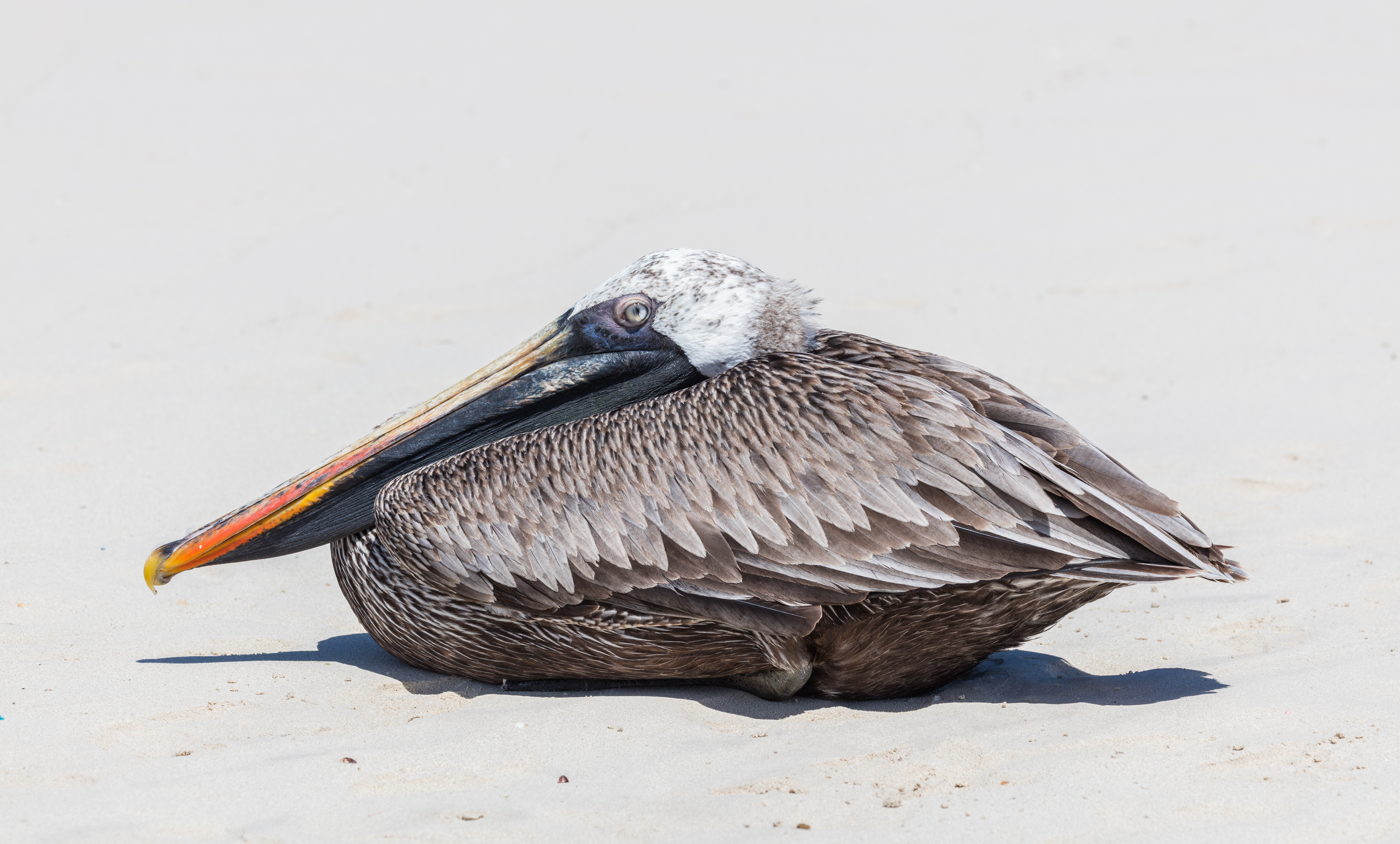
Un pellicano bruno fotografato nella baia Tortuga dell'isola di Santa Cruz nelle Galápagos.

## Descrizione
Il genere comprende otto specie, tutte di grossa taglia, viventi sui grandi laghi o presso coste marine.
Loro caratteristica è il profondo sacco golare sotto il becco lungo e largo. Non hanno dimorfismo sessuale.
I pellicani hanno zampe corte e forti, piedi palmati che li fanno avanzare rapidi nell'acqua e ne facilitano il decollo, piuttosto goffo, dalla superficie liquida.
Come molti uccelli, dorme con un occhio aperto e solo metà del suo cervello riposa.

## Biologia
Sono uccelli gregari, forti volatori, che si cibano di pesce catturato mentre nuotano in acque poco profonde o, nel caso di una specie, tuffandosi mentre sono in volo. A volte si cibano anche di piccoli uccelli.

## Tassonomia
Secondo il Congresso ornitologico internazionale (aprile 2012) il genere comprende otto specie::
- Pelecanus conspicillatus Temminck, 1824 - pellicano australiano, diffuso in Oceania
- Pelecanus crispus Bruch, 1832 - pellicano riccio, Europa, Asia e Egitto
- Pelecanus erythrorhynchos  - pellicano bianco americano, America Settentrionale e Centrale
- Pelecanus occidentalis Linnaeus, 1766 - pellicano bruno, America Settentrionale e Meridionale
- Pelecanus onocrotalus Linnaeus, 1758 - pellicano bianco, Europa, Asia e Africa
- Pelecanus philippensis Gmelin, JF, 1789 - pellicano grigio indiano, Asia
- Pelecanus rufescens Gmelin, JF, 1789 - pellicano grigio africano, Africa e Arabia
- Pelecanus thagus Molina, 1782 - pellicano del Perù, America Meridionale

Sono note anche alcune specie fossili, di cui riportiamo l'elenco secondo Avibase Avibase - The World Bird Database:
- † Pelecanus cadimurka
- † Pelecanus cauleyi
- † Pelecanus gracilis
- † Pelecanus halieus (Pliocene superiore, Idaho, USA)
- † Pelecanus intermedius
- † Pelecanus odessanus
- † Pelecanus schreiberi, Olson, 1999 (Pliocene, North Carolina, USA)[3]
- † Pelecanus sivalensis

Altri autori aggiungono anche:
- † Pelecanus lazerus
- † Pelecanus tirarensis

## Il pellicano nella storia

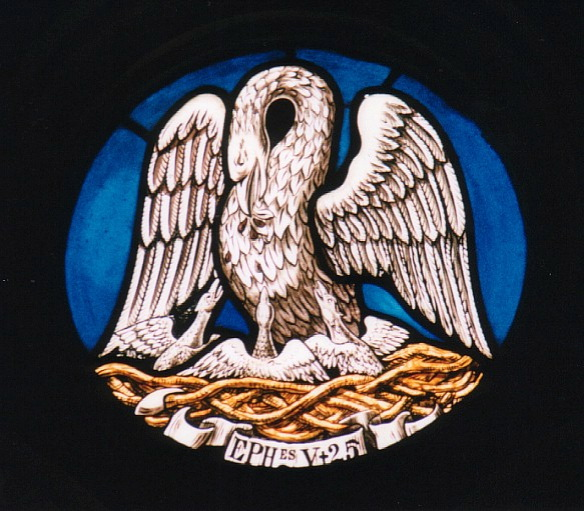
Pellicano che si ferisce il petto.

Il pellicano comune è un uccello che vive in Europa orientale, in Asia sud-occidentale e in Africa, a cui si attribuisce sin dal medioevo un importante significato allegorico. 
Dagli antichi greci il pellicano veniva chiamato onocrotalo, perché il suo strano grido, krotos, era simile a quello di un asino (onos) - o perché assomiglia al suono di un sonaglio (sempre krotos) appeso al collo di un asino.
Il fatto che i pellicani adulti curvino il becco verso il petto per dare da mangiare ai loro piccoli i pesci che trasportano nella sacca, ha indotto all'errata credenza che i genitori si lacerino il petto per nutrire i pulcini col proprio sangue, fino a divenire "emblema di carità" (Oswald Wirth). Il pellicano è divenuto pertanto il simbolo dell'abnegazione con cui si amano i figli. 
Antiche leggende raccontano che i suoi piccoli vengono al mondo talmente deboli da sembrare morti, o che la madre, tornando al nido, li trovi uccisi da un serpente o da una nitticora, suo rivale. Il Fisiologo nel suo inventario (II-IV secolo?) afferma che il pellicano ama moltissimo i suoi figli: «quando ha generato i piccoli, questi, non appena sono un po' cresciuti, colpiscono il volto dei genitori; i genitori allora li picchiano e li uccidono. In seguito però ne provano compassione, e per tre giorni piangono i figli che hanno ucciso. Il terzo giorno, la madre si percuote il fianco e il suo sangue, effondendosi sui corpi morti dei piccoli, li risuscita».
(Brunetto Latini, da Li Livres dou Tresor, L, I, CLXIII)
Per tutte queste ragioni, l'iconografia cristiana ha fatto del pellicano un'allegoria del supremo sacrificio di Gesù Cristo, salito sulla croce e trafitto al costato da cui sgorgarono il sangue e l'acqua, fonte di vita eterna per gli uomini. Ne parla l'inno Adoro te devote (che recita: Pie pellicane, Jesu Domine...). Negli ultimi tre secoli del medioevo, sovente è stato al centro dell'attenzione artistica: rappresentato in scultura o in pittura col nido dei suoi piccoli sulla sommità della croce e nell'atto di straziarsi il petto con i colpi del suo becco. 
Il pellicano è una figura rappresentativa anche in altre culture, infatti i musulmani considerano lo stesso un uccello sacro poiché, come narra una loro leggenda, allorché i costruttori della Kaʿba dovettero interrompere i lavori per mancanza d'acqua, stormi di pellicani avrebbero trasportato nelle loro borse naturali l'acqua occorrente a consentire il completamento dell'importante costruzione sacra.
In alchimia, il sangue scaturente dal petto del pellicano è, per l'Ars Symbolica, la forza spirituale che alimenta il lavoro dell'alchimista che, con grande amore e sacrificio, conduce la ricerca della perfezione. Questo emblema è presente nell'iconografia alchemica: da un lato raffigura un genere di storta, ossia un recipiente nel quale veniva riposta la materia liquida per la distillazione, il cui “beccuccio” è piegato in direzione della cupola convessa; dall'altro costituisce un'immagine della "pietra filosofale" dispersa nel piombo allo stato fluido, nel quale si fonde al fine di determinare la trasmutazione del vile metallo in oro. Il pellicano è quindi la metafora dell'aspirazione non egoistica all'ascesa verso la purificazione, della generosità assoluta, «in mancanza della quale, nell'iniziazione, tutto resterebbe irrimediabilmente vano» (Oswald Wirth).
Il pellicano è il simbolo del 18º grado del Rito scozzese antico ed accettato.